# رام موهان روی
راجا رام موهان روی (به انگلیسی :Ram Mohan Roy؛ به بنگالی: রাজা রাম মোহন রায়؛ ۲۲ مه ۱۷۷۲–۲۷ سپتامبر ۱۸۳۳) فیلسوف، نویسنده، و مترجم اهل بنگال در دوران حکومت کمپانی هند شرقی بر هندوستان در اوایل قرن نوزدهم بود. او به غیر از بنگالی و سانسکریت به عربی، فارسی و انگلیسی نیز مسلط بود. رام موهان روی یکی از بنیانگذاران برهمو سماج (Brahmo Sabha)، یک جنبش اصلاح‌طلبانه توحیدی آیین هندو، در ۱۸۳۰ بود و پیش از آن یک کنشگر جنبش اصلاحگرا اجتماعی - مذهبی در شبه قاره هند به‌شمار می‌رفت.
نفوذ وی در زمینه‌های سیاست، اداره عمومی، آموزش و دین در دوره خود مشهود بود. وی به تلاش برای لغو شیوه‌های ازدواج ساتی، کودک‌همسری، حقوق زنان و آموزش ملت شهرت دارد. او و همفکرانش قصد داشتند با برانداختن این خرافات و رسوم جاهلانه و اصلاح آیین هندو زمینهٔ رشد و ارتقای جامعهٔ هند را فراهم آورند.

## زندگی
رام موهان روی اهل یک خانواده برهمن بنگالی بود و در دانشگاهی اسلامی تحصیل کرد. او ابتدا زبان فارسی و عربی را آموخت و سپس به آموختن زبان سانسکریت روی آورد. گرایش زبانشناسی، وی را به آموختن زبان انگلیسی سوق داد. موهان ری در ۱۸۰۳، برای کار در شرکت هند شرقی بریتانیا به کلکته رفت.

او حین تحصیلاتش با فلسفه اسلامی و فلسفه غرب آشنا شد و به مطالعه ادیان دیگر پرداخت. می‌توان گفت که وی تقریباً تمام زندگیش را به مطالعه دربارهٔ ادیان دیگر خصوصاً اسلام و مسیحیّت اختصاص داد. از این رو در بیان دیدگاه‌هایش، از مجموع کتب عرفانی اوپانیشادها، مکتب ویدانته ادویته، شنکره، کلام و تصوف اسلامی و توحیدگرایی و خداگرایی مندرج در اسلام و مسیحیّت بهره برد.

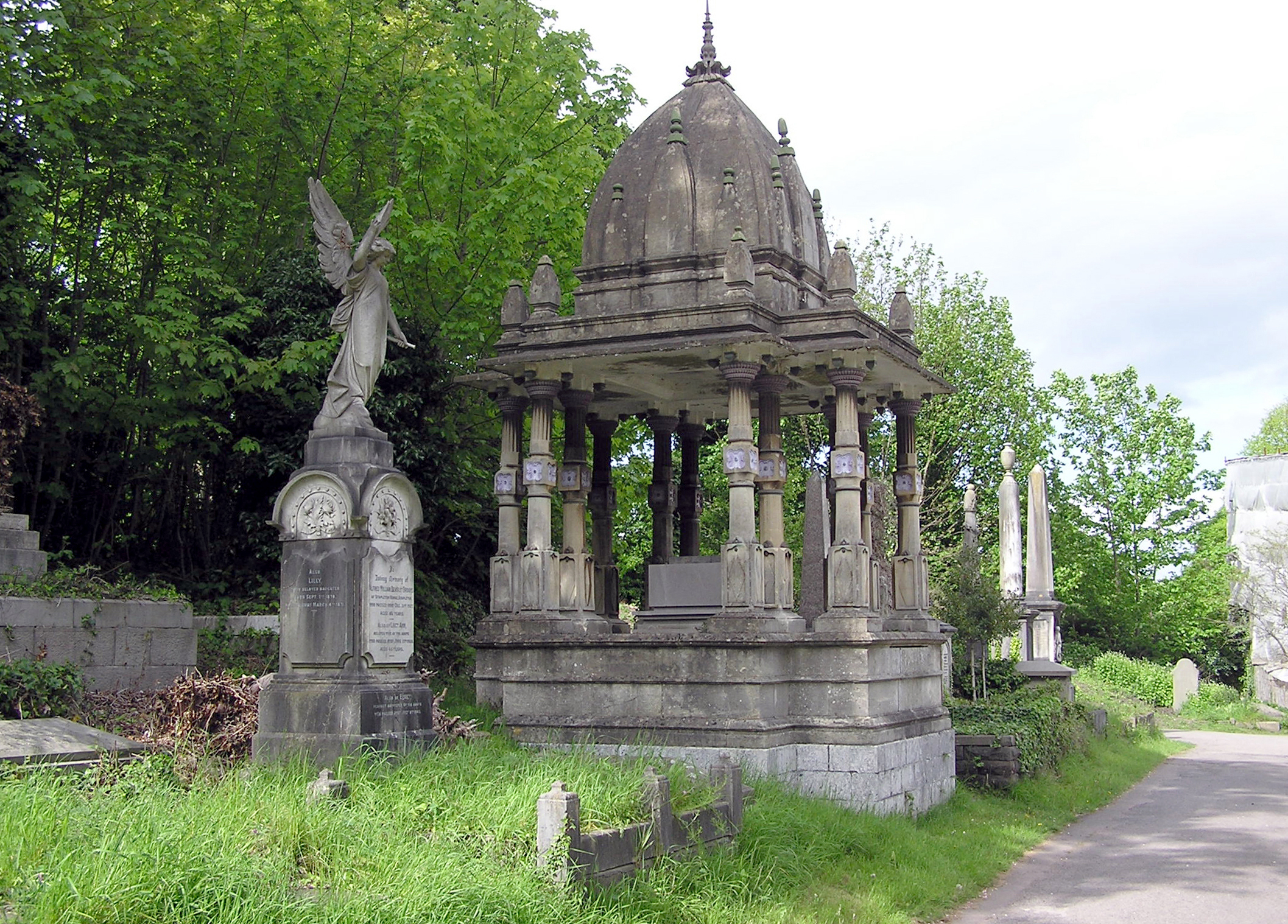
مقبره رام موهان روی در قبرستان وال آرنو، بریستول، انگلیس

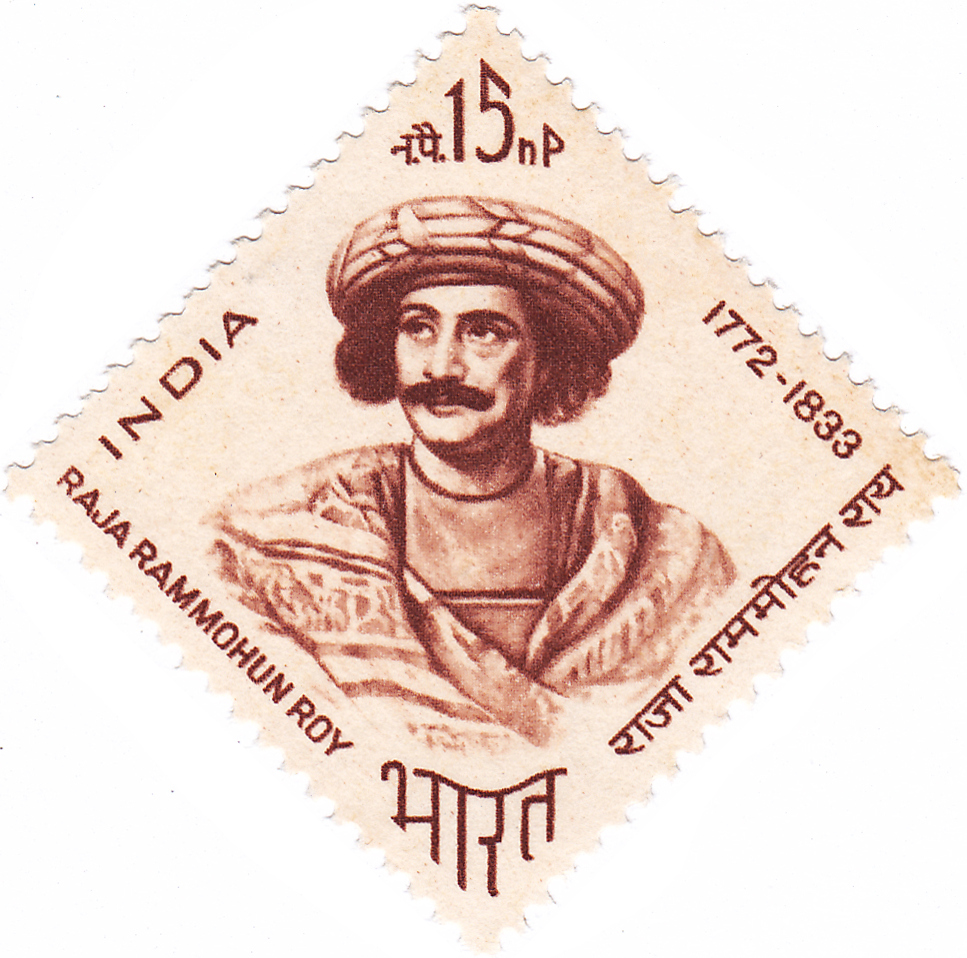
رام موهان روی روی تمبر هند در سال ۱۹۶۴

رام موهان روی توسط اکبر دوم، امپراتور گورکانی، لقب «راجا» گرفت.
وی اولین نوشته خود را با نام «تحفه الموحّدین» در ۱۸۰۳ و به زبان فارسی منتشر و با این اثر، خود را به عنوان متفکّری آزاد از دین معرفی کرد.
وی در سال ۱۸۳۱ به انگلستان رفت و در بریستول درگذشت.

## بزرگداشت
در سال ۲۰۰۴ در نظرسنجی بی‌بی‌سی، روی در رتبه ۱۰ از بزرگترین افراد بنگالی تاریخ قرار گرفت.
راجا رام موهان روی را «پدر هند جدید» و «منادی عصر جدید» نیز نامیده‌اند و از نظر بسیاری از مورخان او «پدر دوران رنسانس بنگال» است.